# 야마다촌 (효고현 쓰나군)
야마다촌(山田村)은 효고현 쓰나군에 있던 촌이다. 현재의 아와지시 남서쪽에 해당한다.

## 역사
- 1889년 4월 1일 - 정촌제 시행에 의해 2촌의 구역을 가지고 쓰나군 야마다촌이 성립하였다.
- 1956년 4월 1일 - 이치노미야정에 편입, 동일 야마다촌은 폐지되었다.

## 참고문헌
- 角川日本地名大辞典 28 兵庫県